# Lancôme (marca)
Lancôme ou Lancôme Paris é uma marca francesa de cosméticos da L'Oréal, tendo perfumes, produtos de cuidados com a pele e maquiagem como seus principais produtos. Em 2017, a Lancôme teve a sua marca avaliada em 9,715 milhões de dólares, sendo considerada a 7ª marca mais valiosa da França.
A história da Lancôme começa com Armand Petitjean, que nasceu na França em Saint Loup sur Semouse, em 30 de maio de 1884. Durante a Primeira Guerra Mundial lutou no front, mas antes mesmo do final do conflito recebeu uma dispensa. Isso lhe permitiu partir para a América do Sul e abrir uma empresa de exportação em Santiago, Chile, com seus dois irmãos, empresa que durou até 1925.
De volta à França, e aproveitando um talento nato para a perfumaria, ingressou na equipe do perfumista François Coty onde iniciou seu aprendizado. Com a morte de Coty em 1934, Armand Petitjean enfrentou um dilema: aceitar um convite para ser um embaixador da França no Brasil, ou abrir a sua própria empresa de perfumes. Como homem empreendedor que era, e apaixonado por perfumes, decidiu ficar na França e abrir a sua própria marca de perfumes e cosméticos de luxo.
Naquela época duas marcas americanas controlavam o mercado da beleza mundial, e Armand, que queria divulgar a cultura da França achou que poderia reverter este cenário criando uma marca genuinamente francesa. Para executar este projeto levou consigo alguns profissionais que conheceu na empresa de Coty: os irmãos Ornano os quais confiou a parte financeira, Georges Delhomme, famoso designer de frascos, Pierre Velon, químico, e Edouard Breckenridge advogado. Durante alguns meses a equipe trabalhou no projeto, tendo como sede a propriedade familiar de Armand na cidade de Ville-d’Avray.